# Ashland (Nou Hampshire)
Ashland és una població dels Estats Units a l'estat de Nou Hampshire. Segons el cens del 2000 tenia 1.955 habitants.

## Demografia
Segons el cens del 2000, Ashland tenia 1.955 habitants, 853 habitatges, i 515 famílies. La densitat de població era de 67,1 habitants per km².
Dels 853 habitatges en un 28,8% hi vivien nens de menys de 18 anys, en un 44,4% hi vivien parelles casades, en un 11,6% dones solteres, i en un 39,6% no eren unitats familiars. En el 31,1% dels habitatges hi vivien persones soles el 9,7% de les quals corresponia a persones de 65 anys o més que vivien soles. El nombre mitjà de persones vivint en cada habitatge era de 2,29 i el nombre mitjà de persones que vivien en cada família era de 2,85.
Per edats la població es repartia de la següent manera: un 23,4% tenia menys de 18 anys, un 10,2% entre 18 i 24, un 30% entre 25 i 44, un 22,7% de 45 a 60 i un 13,6% 65 anys o més.
L'edat mediana era de 37 anys. Per cada 100 dones de 18 o més anys hi havia 89,5 homes.
La renda mediana per habitatge era de 33.345$ i la renda mediana per família de 38.487$. Els homes tenien una renda mediana de 29.630$ mentre que les dones 23.242$. La renda per capita de la població era de 17.450$. Entorn del 7,5% de les famílies i el 10,2% de la població estaven per davall del llindar de pobresa.

## Fills il·lustres
- George Hoyt Whipple (1878 - 1976) metge, Premi Nobel de Medicina o Fisiologia de l'any 1934.